# Mitică Ciuciu
Mitică Ciuciu (n. 1913, București - d. 1996, București), pe numele său real Dumitru Marinescu, a fost un țambalist virtuoz din România, de etnie rromă.

## Biografie
S-a născut în anuș 1913 în București, într-o veche familie de lăutari. 

Din 1920 începe să învețe să cânte la țambal cu celebrul țambalist Lică Ștefănescu. În aceeași perioadă începe să rivalizeze cu un alt discipol al lui Lică Ștefănescu, viitorul compozitor, profesor și țambalist Gheorghe Pantazi. 

Concert 4 februarie 1945

În 1936 debutează la casa de discuri Electrecord, cântând în taraful violonistului Fănică „Chioru” Vișan, unde îi revin câteva momente de solo pe țambal.
În 1944 concertează la Viena cu taraful lui Grigoraș Dinicu, unde interpretează muzică lăutărească și muzică „națională” (populară) românească, dar și muzică internațională de café-concert. 
În 1945, ca membru al orchestrei „Doina Românească”, condusă de violonistul Petrică Moțoi, participă la concertul din 4 februarie de la Sala Dalles unde, într-un trio de țambale (alături de fiul său, Iani Ciuciu și Victor Manu), interpretează un preludiu de Serghei Rahmaninov. În același an este solicitat de compozitorul Mihail Jora să cânte, tot alături de Iani Ciuciu, propria sa transcripție pentru două țambale a Rapsodiei Române nr. 1 în La major, op. 11, de George Enescu.
În 1946 este angajat în Orchestra Ansamblului Sindicatelor din România, evidențiindu-și calitățile de bun acompaniator, posedând (după expresia lui Ionel Budișteanu) „un ciocan” viguros, ferm și sigur pe armoniile și ritmurile date. 
În 1950 interpretează, sub conducerea dirijorului Sergiu Comissiona, Fantezia concertantă pentru țambal și orchestră a compozitorului Florin Comișel..
În 1970 își prezintă propriile variațiuni pe tema Anicuța neichii dragă, în orchestrația lui Constantin Arvinte și sub conducerea dirijorului Victor Predescu, la premiera spectacolului Pe aripile rapsodiei, oferit publicului de către nou-înființatul ansamblu „Rapsodia Română”..
În perioada 1970-1975 colaborează cu Orchestra „Rapsodia Română” și cu Orchestra de muzică populară Radio, conduse de importanți dirijori precum: Ionel Budișteanu, Victor Predescu, Radu Voinescu, Marius Olmazu și Paraschiv Oprea.
În 1971, împreună cu Orchestra Ansamblului C.C.S., concertează în orașe importante din Europa, notabile fiind concertele din Berlin și Paris, dar și în Canada, la Montréal și în Japonia, la Tokyo. În același an începe să compună o serie de variațiuni pe tema cântecului Tudorițo, nene,  foarte cunoscut prin interpretările anterioare ale Ioanei Radu. Aceste variațiuni au fost transformate, prin acompaniament orchestral-simfonic, de către Constantin Arvinte și cedate lui Toni Iordache (ce a interpretat această compoziție în 1974 cu orchestra simfonică din Tokio). În memoria sa, țambalistul Anatol Cazanoi a interpretat aceeași temă, în 1999, la Filarmonica din Chișinău, sub bagheta lui Gheorghe Mustea.
În 1983 realizează ultimele sale înregistrări la Radiodifuziunea Română. Printre ele se numără și variațiunile pentru țambal pe tema cântecului Barbu Lăutaru, ultima sa compoziție.
Faima sa ca excepțional interpret la țambal i-a atras pe mulți tineri dornici să se perfecționeze la acest instrument, devenindu-i mai apoi elevi, printre care: copiii săi, Iani Marinescu-Ciuciu, Virginica Marinescu-Ciuciu, Stela Marinescu-Ciuciu, ginerele său, Nicolae Bob Stănescu (zis „Valetul”) și fiul acestuia Florian Bob Stănescu (care se poate spune că a copilărit în casa lui Mitică Ciuciu), Nicolae Fieraru, Costel Pandelescu și Toni Iordache, căruia i-a desăvârșit multe posibilități tehnice și expresive ale țambalului.

## Decesul
Moare în anul 1996 la București, la vârsta de 83 de ani.

## Distincții
- Ordinul Muncii clasa a III-a (21 februarie 1952) „cu prilejul împlinirii a 5 ani de activitate publică a Ansamblului Artistic al Consiliului Central al Sindicatelor din Republica Populară Română” (menționat Dumitru Marinescu)[4]

## Discografie
Înregistrările lui Mitică Ciuciu au fost făcute Societatea Română de Radiodifuziune și la casa de discuri Electrecord, pe bandă de magnetofon și discuri de gramofon și vinil. O parte dintre ele au fost editate și pe un CD Electrecord.

### DiscuriElectrecord
| An   | Număr de catalog                                             | Format                 | Piese | Acompaniament |
| 1936 | 1057                                                         | shellac, 25 cm, 78 RPM | Hora lui Fănică Doina Oltului „Ciocârlia” | Taraful Fănică Vișan solo țambal Mitică Ciuciu                                                                              |
| 1936 | 1058                                                         | shellac, 25 cm, 78 RPM | Sârba craiovenilor Hora, sârba lăutarilor la joc | Taraful Fănică Vișan solo țambal Mitică Ciuciu                                                                              |
| 1959 | EPA 2694                                                     | shellac, 25 cm, 78 RPM | O mamă, dulce mamă | Orchestra „Electrecord”, dirijor Nicu Stănescu                                                                              |
| 1959 | EPA 2786                                                     | shellac, 25 cm, 78 RPM | Cântec de pahar | Orchestra „Electrecord”, dirijor Nicu Stănescu                                                                              |
| 2009 | EDC 925 Mitică și Iani Ciuciu. Comori ale muzicii lăutărești | compact disc           | 1. Cântec de pahar 2. Barbu Lăutaru (piesă pt țambal) 3. Hora lăutărească 5. Hai Buzău, Buzău 6. Hora 7. Cântec 8. Joc din Dobrogea 9. Hora lui Panait 10. Cântec de ascultare 12. Foaie verde gladior 13. Hora lui Mitică Ciuciu | Orchestra „Electrecord”, dirijori: Nicu Stănescu (1), Ionel Budișteanu (3,9,12) O.M.P.R., dirijor Marius Olmazu (5-8,10,13) |

### Discuri Contrepoint (Franța)
Pe următorul LP, Mitică Ciuciu este menționat cu numele său real, Dumitru Marinescu.
| An   | Număr de catalog                              | Format                     | Piese | Acompaniament                                                                 |
| 1955 | MC 20.098 Musique Populaire Roumaine Volume 1 | vinil, LP, 25 cm, 33 ⅓ RPM | A2. a) Cîntec de dragoste, b) Hora de concert B3. a) La cules de cucuruz, b) Horă B4. a) Geamparalele, b) Horă | Orchestra populară a Casei de Cultură din București, dirijor Ionel Budișteanu |

### ÎnregistrăriRadio România
| An   | Format          | Piese                                                                                       | Acompaniament                   |
| 1983 | benzi magnetice | Cântec de ascultare Cântec și joc din Dobrogea Hai Buzău, Buzău Horă Hora lui Mitică Ciuciu | O.M.P.R., dirijor Marius Olmazu |
| 1983 | bandă magnetică | Barbu Lăutaru - piesă pentru țambal                                                         | –                               |